# Khaleda Zia
Khaleda Zia (Bengaals: খালেদা জিয়া) (15 augustus 1945) was de 9e, 10e en 12e premier van Bangladesh, en de eerste vrouw met deze positie. Haar eerste periode als premier was van 20 maart 1991 tot 30 maart 1996, en haar tweede van 10 oktober 2001 tot 29 oktober 2006. Ze is de weduwe van de vermoorde president van Bangladesh: Ziaur Rahman.
In 2006 stond ze 33e op Forbes’ lijst van 100 machtigste vrouwen ter wereld.

## Biografie
Khaleda Zia werd geboren als dochter van Iskandar Majumder en Taiyaba Majumder in het Dinajpur District. Haar familie kwam oorspronkelijk uit Feni. Ze studeerde aan de Dinajpur Government Girls High School en later aan het Surendranath College. In 1960 trouwde ze met Ziaur Rahman.
Tot aan de dood van haar echtgenoot had Khaleda Zia maar weinig interesse in een politieke carrière. Na de dood van president Ziaur Rahman werd vicepresident Justice Abdus Sattar president en voorzitter van de Bangladesh Nationalist Party. Op 24 maart 1982 werd hij opgevolgd door generaal Hoessein Mohammad Ershad. In maart 1983 maakte Justice Sattar Khaleda Zia tot vicevoorzitter van de BNP. Toen Sattar in februari 1984 met pensioen ging, volgde ze hem op als voorzitter.
Onder leiding van Zia begon de BNP een actie tegen het autocratische regime van generaal Ershad. De overheid beperkte via wetten haar bewegingsvrijheid in, maar desondanks zette ze haar werk voort. Uiteindelijk trad Ershad af op 6 december 1990.
De BNP herstelde na Ershads aftreden het oude parlementaire systeem. In 1991 werd Khaleda Zia verkozen tot de eerste vrouwelijke premier van Bangladesh.
Tijdens haar periode als premier besteedde Zia veel aandacht aan het onderwijs. Ook begon tijdens deze periode de bouw van de Jamunabrug.
Door een grote overwinning van de BNP bij de verkiezingen in 1996 werd Zia een tweede keer premier. Deze verkiezingen werden echter geboycot door alle andere grote partijen. Hierdoor nam de kritiek op de verkiezingen steeds verder toe. In maart 1996 trad Zia af als premier.
In 1999 vormde de BNP een grotere partij met hun voormalige tegenstanders: de Jatiya Party, en de islamitische partij van Jamaat-e-Islami Bangladesh. Deze partij nam in 2001 deel aan de verkiezingen. Bij deze verkiezingen werd Zia voor de derde keer gekozen tot premier.
Khaleda Zia's derde periode als premier werd geteisterd door terrorisme en corruptie in Bangladesh. Op 27 oktober 2006 eindigde haar derde periode als premier.
Onder de interim-regering werd in maart 2007 eerst haar oudste zoon gearresteerd, in september Zia zelf met haar jongste zoon. Ze werden beschuldigd van corruptie. In september 2008 werd ze in de aanloop naar de verkiezingen vrijgelaten.
Tegen de tijd van de algemene verkiezingen, 7 januari 2024, verkeerde Khaleda Zia onder huisarrest.